# 宇部市立上宇部中学校
宇部市立上宇部中学校（うべしりつかみうべちゅうがっこう）は、山口県宇部市にある公立中学校。

## 沿革
- 1962年（昭和37年） - 設立[1]。

## 校区
- 宇部市
  - 上宇部全区（10-2区のうち15班、16班、17班を除く）、琴芝3区 - 60区

## 著名な出身者
- 江頭一輝 - 元プロサッカー選手（大分トリニータ、いわてグルージャ盛岡）
- 紀藤正樹 - 弁護士
- 髙杉亮太 - プロサッカー選手（栃木SC）
- 福江純 - 天文学者
- 宝来麻紀子 - 元バレーボール選手
- 安永聡太郎 - 元プロサッカー選手、サッカー指導者、解説者